# Antoine Massoulié
Antoine Massoulié (né le 28 octobre 1632 à Toulouse et mort le 23 janvier 1706 à Rome) est un théologien dominicain français.

## Biographie
Né à Toulouse le 28 octobre 1632, Massoulié se fit dominicain en 1647. Il possédait toutes les langues savantes et se distingua par sa piété comme par son érudition. Pénétré d'un grand zèle pour la propagation de la foi, il refusa un évêché que le grand-duc de Toscane lui offrait en reconnaissance du service qu'il avait rendu à la religion, en convertissant un rabbin célèbre de Florence. On conservait encore avant la révolution, à Toulouse, un superbe reliquaire contenant un bras de saint Guillaume, duc d'Aquitaine, que le grand-duc le força d'accepter. Massoulié mourut à Rome le 23 janvier 1706, après avoir été provincial de Toulouse, prieur du noviciat général du Faubourg Saint-Germain à Paris, visiteur, vicaire général de son ordre, inquisiteur de la foi à Toulouse et consulteur du Saint-Office à Rome.

## Œuvres
Son principal ouvrage est en 2 volumes in-fol. intitulé Divus Thomas sui interpres de divina motione et libertate creata, qu'il dédia au pape Innocent XII ; il le composa pour prouver que les sentiments de l'école des dominicains sur la prémotion physique, sur la Grâce et sur la prédestination, sont véritablement ceux de St-Thomas. Il publia encore à Toulouse en 1678 un livre de Méditations sur la vie purgative, illuminative et unitive, pour les exercices des retraites de dix jours, dont la plupart des pensées sont puisées dans les Opuscules de St-Thomas ; enfin il donna en 1699 et 1705 deux ouvrages pour combattre, par les principes de St-Thomas, les erreurs des Quiétistes, touchant les oraisons et l'amour de Dieu.